# مرسيدس-بنز أف200
مرسيدس بنز أف200 هي سيارة كوبيه مبتكرة كانت كدراسة لشركة دايملر في عام 1996 في معرض باريس الدولي للسيارات. كان الهدف منها عرض تكنلوجيا في التصميم والتحكم وإعطاء أقصى متعة وراحة لركاب.

## الاختراعات
جائت السيارة بعدة اختراعات في عالم السيارات  منها الأبواب تفتح مثل الفراشة تم أستخدامها لاحقا عام 2003 في سيارة مرسيدس بنز اس ال ار ماكلارين. تم استبدال المقود والدوّاسات وعلبة السرعات بمقبض في وسط التابلو، يدفع إلى الأمام لتسير، تعيده إلى الوراء لتكبح، تميله إلى اليمين أو اليسار لتنعطف. للرجوع تكبس زراً واحداً. ليس هناك مقعد خاص بالسائق. فبحكم وقوع وسائل التحكّم في وسط التابلو، تمكن القيادة من اليمين أو من اليسار.
في حالة تعب السائق أو ضجرت، ما عليه إلا كبس زر لنقل مركز القيادة من جهة إلى أخرى. لذلك تشكل لوحة القيادة جزءاً من شاشة عامة تمتد على طول الواجهة الداخلية أمام السائق والراكب الأمامي. لايوجد مفتاح لسيارة لكن هناك بطاقة مغناطيسية يكفي مرورها في جيب السائق قرب السيارة لينحلّ قفل الأبواب المركزي بعد التقاطه الرموز الرقمية بواسطة الذبذبات المغناطيسية المنبعثة من البطاقة. يملك نظام التعليق في السيارة نوابض هيدروليكية يتفاوت ضغطها في كل من زوايا السيارة تبعاً لسرعتها وحمولتها ودرجة انعطافها وطبيعة الطريق. يتمتع نظام الإضاءة بأجهزة رصد تضبط نسبة ارتفاع النور وقوته حسب سرعة السيارة ووجهتها. وينعطف بعض المصابيح مع المقود فتُنارُ الطريق حسب إتجاهك. عندما تُبطئ في المدن، ينخفض مستوى الضوء لإنارة الطريق أمامك مباشرة، ثم تنضم إليه مصابيح أخرى أعلى إنارة عندما ترتفع السرعة.